# Арсенид галлия
Арсени́д га́ллия (GaAs) — химическое соединение галлия и мышьяка. Важный полупроводник, третий по масштабам использования в промышленности после кремния и германия. Используется для создания микроволновых монолитных микросхем, дискретных СВЧ (сверхвысокочастотных) транзисторов, светодиодов, лазерных диодов, диодов Ганна, туннельных диодов, фотоприёмников и детекторов ядерных излучений.

## Физические свойства
Имеет вид тёмно-серых кристаллов, обладающих металлическим блеском и фиолетовым оттенком, температура плавления 1238 °C.
По физическим характеристикам GaAs — более хрупкий и менее теплопроводный материал, чем кремний. Подложки из арсенида галлия гораздо сложнее для изготовления и примерно впятеро дороже, чем кремниевые, что ограничивает применение этого материала.

## Химические свойства
Стабилен по отношению к кислороду и парам воды, содержащимся в воздухе вплоть до температуры 600 °C. Разлагается в растворах щелочей, с серной и соляной кислотами реагирует с выделением арсина, в азотной кислоте пассивируется.

## Электронные свойства
- Ширина запрещённой зоны при 300 K — 1.424 эВ
- Эффективная масса электронов — 0.067 me
- Эффективная масса лёгких дырок — 0.082 me
- Эффективная масса тяжёлых дырок — 0.45 me
- Подвижность электронов при 300 K — 8500 см²/(В·с)
- Подвижность дырок при 300 K — 400 см²/(В·с)

Некоторые электронные свойства GaAs превосходят свойства кремния. Арсенид галлия обладает более высокой подвижностью электронов, которая позволяет приборам работать на частотах до 250 ГГц.
Полупроводниковые приборы на основе GaAs генерируют меньше шума, чем кремниевые приборы на той же частоте. Из-за более высокой напряженности электрического поля пробоя в GaAs по сравнению с Si приборы из арсенида галлия могут работать при большей мощности. Эти свойства делают GaAs широко используемым в полупроводниковых лазерах, некоторых радарных системах. Полупроводниковые приборы на основе арсенида галлия имеют более высокую радиационную стойкость, чем кремниевые, что обусловливает их использование в условиях радиационного излучения (например, в солнечных батареях, работающих в космосе).
GaAs — прямозонный полупроводник, что также является его преимуществом. GaAs может быть использован в приборах оптоэлектроники: светодиодах, полупроводниковых лазерах.
Сложные слоистые структуры арсенида галлия в комбинации с арсенидом алюминия (AlAs) или тройными растворами AlxGa1-xAs (гетероструктуры) можно вырастить с помощью молекулярно-лучевой эпитаксии (МЛЭ) или МОС-гидридной эпитаксии. Из-за практически идеального согласования постоянных решёток слои имеют малые механические напряжения и могут выращиваться произвольной толщины.

## Параметры зонной структуры

Зонная структура GaAs.

- Ширина запрещённой зоны: в Г-долине EgГ — 1,519 эВ;
- Параметр Варшни: α(Г) — 0,5405 мэВ/К; β(Г) — 204 К
- Ширина запрещённой зоны в X-долине EgX — 1,981 эВ
- Параметр Варшни: α(X) — 0,460 мэВ/К; β(X) — 204 К
- Ширина запрещённой зоны в L-долине EgL — 1,815 эВ
- Параметр Варшни: α(L) — 0,605 мэВ/К; β(L) — 204 К
- Спин-орбитальное расщепление Δso — 0,341
- Эффективная масса электрона в Г-долине me*(Г) — 0,067
- Продольная эффективная масса электрона в L-долине ml*(L) — 1,9
- Поперечная эффективная масса электрона в L-долине mt*(L) — 0,0754
- Продольная эффективная масса электрона в X-долине ml*(X) — 1,3
- Поперечная эффективная масса электрона в X-долине mt*(X) — 0,23
- Параметры Латтинжера: {\displaystyle \gamma }1 — 6,98; {\displaystyle \gamma }2 — 2,06; {\displaystyle \gamma }3 — 2,93
- Упругие константы: c11 — 1221 ГПа; c12 — 566 ГПа; c44 — 600 ГПа

## Безопасность
Токсические свойства арсенида галлия детально не исследованы, но продукты его гидролиза токсичны.